# Coincy (Moselle)
Coincy ist eine französische Gemeinde mit 326 Einwohnern (Stand 1. Januar 2022) im Département Moselle in der Region Grand Est (bis 2015 Lothringen).

## Geographie
Die Gemeinde Coincy liegt in Lothringen, acht Kilometer östlich der Stadtmitte von Metz und acht Kilometer nordwestlich von Pange.
Zu Coincy gehören die beiden Weiler Colombey (1916–1917 eingedeutscht Taubenhof), an einem Bach liegend und durch die Schlacht bei Colombey 1870 bekannt geworden, sowie Aubigny (1916–1918 und 1940–1944 eingedeutscht Albenach).

## Geschichte
Coincy leitet sich von dem lateinischen Quintus ab, der Ort wurde im 10. Jahrhundert erstmals als Consiagus erwähnt. Die Ortschaft gehörte früher zum Bistum Metz. Im Ortsteil Aubigny sind Reste gallischer Wohnungen gefunden worden.
In einer Urkunde König Heinrichs V. von 1111 wurde die Kirche von Colombey als Eigentum der Abtei Senones erwähnt, 1123  wurde es ihr von Papst Calixt II. bestätigt. Während der Kriegshandlungen im Deutsch-Französischen Krieg wurde das Kirchenschiff zerstört, es blieb jedoch der romanische Turm aus dem 13. Jahrhundert erhalten, der ein modernes Haubendach hat. Am 27. September 1870 ging Schloss Colombey in Flammen auf.
Durch den Frankfurter Frieden vom 10. Mai 1871 kam die Region an das deutsche Reichsland Elsaß-Lothringen, und das Dorf wurde dem Landkreis Metz im Bezirk Lothringen zugeordnet. Die Dorfbewohner betrieben Getreide- und Weinbau.
Nach dem Ersten Weltkrieg musste die Region aufgrund der Bestimmungen des Versailler Vertrags 1919 an Frankreich abgetreten werden und wurde Teil des Département Moselle. 
Im Zweiten Weltkrieg war die Region seit Juni 1940 von der deutschen Wehrmacht besetzt. Ein Teil der Einwohner wurde vor Kriegsende evakuiert. Am 21. November 1944 wurde der Ort von US-amerikanischen Streitkräften eingenommen. 
Der Ortsname wurde 1915–1919 in Konzich eingedeutscht.

## Wappen
Beschreibung: In Blau ein sechsmal silbern-rot gestückter Pfahl. Es handelt sich um das Wappen der Familie Belchamps aus Metz, die die Herrschaft über Coincy im 18. Jahrhundert besaß.

### Demographie
| Anzahl Einwohner seit Ende des Zweiten WeLtkriegs | Anzahl Einwohner seit Ende des Zweiten WeLtkriegs | Anzahl Einwohner seit Ende des Zweiten WeLtkriegs | Anzahl Einwohner seit Ende des Zweiten WeLtkriegs | Anzahl Einwohner seit Ende des Zweiten WeLtkriegs | Anzahl Einwohner seit Ende des Zweiten WeLtkriegs | Anzahl Einwohner seit Ende des Zweiten WeLtkriegs | Anzahl Einwohner seit Ende des Zweiten WeLtkriegs | Anzahl Einwohner seit Ende des Zweiten WeLtkriegs |
| ------------------------------------------------- | ------------------------------------------------- | ------------------------------------------------- | ------------------------------------------------- | ------------------------------------------------- | ------------------------------------------------- | ------------------------------------------------- | ------------------------------------------------- | ------------------------------------------------- |
| Jahr                                              | 1962                                              | 1968                                              | 1975                                              | 1982                                              | 1990                                              | 1999                                              | 2007                                              | 2019                                              |
| Einwohner                                         | 116                                               | 107                                               | 137                                               | 202                                               | 272                                               | 286                                               | 310                                               | 326                                               |

## Sehenswürdigkeiten
- Ruine der Kirche St. Nabor im Ortsteil Colombey, mit romanischem Turm aus dem 13. Jahrhundert mit modernem Haubendach[3]
- Ruinenreste von Schloss Colombey

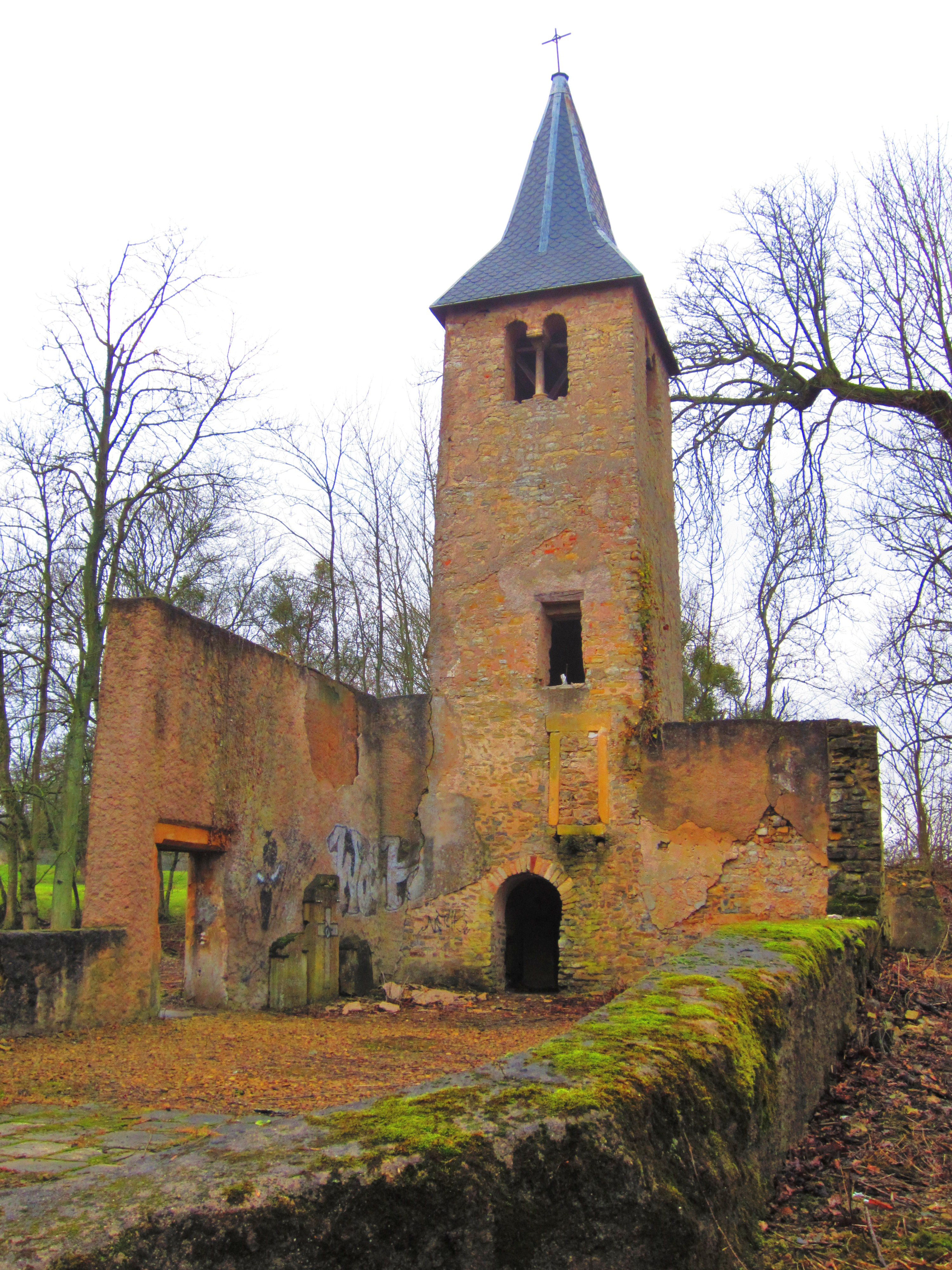
Kirche St. Nabor (13. Jh.), seit 1870 Ruine
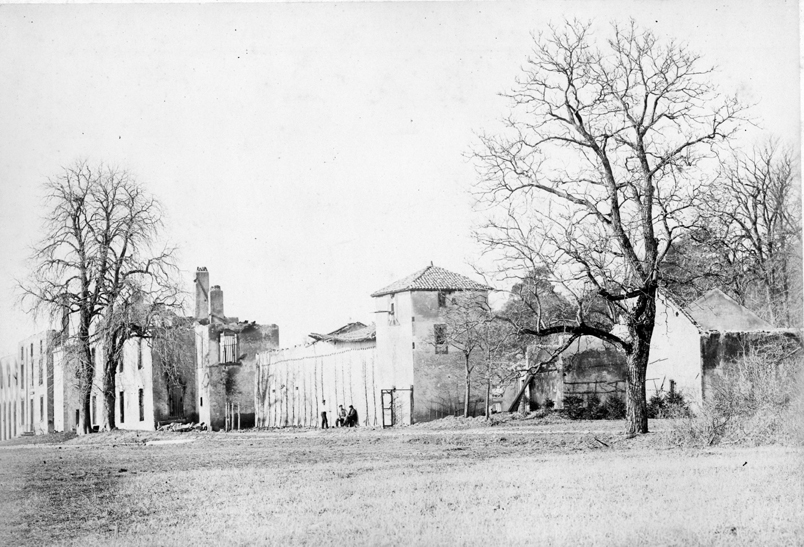
Niedergebranntes  Schloss Colombey um 1870
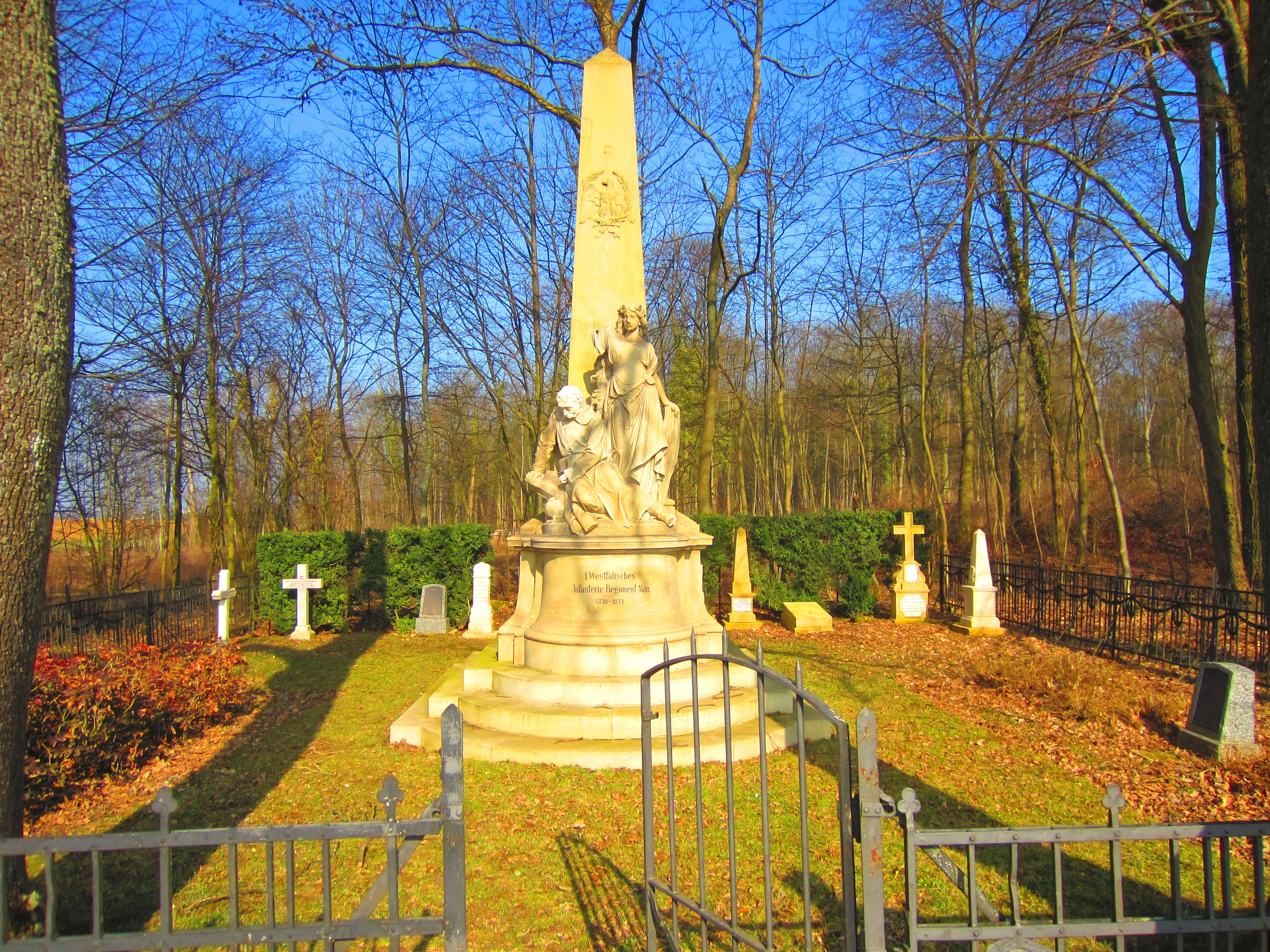
Kriegsdenkmal 1870 des 1. Westfälischen Infanterie-Regiments Nr. 13